# Marina Martelli Cristofani
Marina Martelli, coniugata Cristofani (Bologna, 15 luglio 1943 – 24 dicembre 2023), è stata un'archeologa italiana, etruscologa di fama internazionale, vincitrice del Premio Feltrinelli, sezione archeologia.

## Biografia
Si è laureata con lode a Bologna in lettere classiche, presentando la tesi in etruscologia, per poi proseguire con la scuola universitaria biennale di perfezionamento in archeologia.
Esperta di ceramica greca ed etrusca, ha lavorato come ispettrice archeologa e direttrice presso le soprintendenze di Sicilia, Toscana e Lazio, e come direttrice del Museo archeologico regionale di Gela. Ha lavorato inoltre in ambito universitario, come docente di etruscologia alle università di Urbino e della Tuscia (Viterbo). Ha ricoperto numerosi incarichi in ambito archeologico, quali anche consigliera direttiva dell'Istituto Nazionale di Studi Etruschi e Italici, accademica corrispondente del Deutsches Archäologisches Institut e dell'Accademia Etrusca di Cortona e ha fatto parte del comitato direttivo archeologico dell'Enciclopedia Treccani.
Nel 2015 ha ricevuto il Premio Feltrinelli dell'Accademia dei Lincei, sezione archeologia.

## Opere (parziale)
- Testa femminile fittile di provenienza templare nel Museo di Volterra, 1971.
- Museo archeologico nazionale di Gela, collezione Navarra, L'Erma di Bretschneider, Roma, 1972.
- Ceramica presigillata da Volterra, co-autore Mauro Cristofani, 1972.
- Corpus Vasorum Antiquorum: Italia: Museo Archeologico Nazionale Di Gela, L'Erma Di Bretschneider, Roma, 1972.
- Documenti di arte orientalizzante da Chiusi, L.S. Olschki, Firenze, 1973.
- Prime considerazioni sulla statistica delle importazioni greche in Etruria nel periodo arcaico, Olschki, Firenze, 1979.
- Osservazioni sulle "stele" di Populonia, Pacini, Pisa, 1979.
- Populonia : cultura locale e contatti con il mondo greco, Leo Olschki, Firenze, 1981.
- Scavo di un edificio nella zona "industriale" di Populonia, Leo Olschki, Firenze, 1981.
- Pittura etrusca a orvieto;le tombe di settecamini e degli hescanas a un secolo dalla scoperta, Orvieto, 1982.
- Archeologia subacquea in Toscana, Libreria dello Stato, Roma, 1982.
- Artista etrusco e il suo mondo: il pittore di micali, 1988.
- La ceramica degli Etruschi: la pittura vascolare, Istituto geografico De Agostini, Novara, 2000.
- Il pittore dei satiri danzanti, Bardi edizioni, Roma, 2017[6].